# Ráztoka
 Ráztoka  (in tedesco Rastok; in ungherese Rásztó) è un comune della Slovacchia facente parte del distretto di Brezno, nella regione di Banská Bystrica.

## Storia
Il villaggio è citato per la prima volta nel 1424 (Razthoka) come feudo della Signoria di Ľupča. Nel XV secolo è menzionato come centro abitato da pastori di lontana origine rutena.